# 100 mètres masculin aux championnats du monde d'athlétisme 1983
Navigation
Rome 1987
L'épreuve du 100 mètres masculin des championnats du monde d'athlétisme 1983 s'est déroulée les 7 et 8 août 1983 dans le Stade olympique d'Helsinki, en Finlande. Elle est remportée par l'Américain Carl Lewis, en 10 s 07.

## Faits marquants
Calvin Smith avait récemment porté le record du monde du 100 m, vieux de 25 ans, à 9 s 93 dans l'air raréfié de Colorado Springs, bien que le favori restait Carl Lewis qui avait récemment couru en 9 s 97 et remporté le titre américain. Sa classe s'observe dès les séries où alors qu'il est dans le couloir un, il se retourne 5 fois sur ses adversaires pendant la course pour l'emporter en 10 s 28.

## Résultats

### Demi-finales
- Lundi 8 août 1983

| Rang | Athlète          | Pays                   | Temps |
| ---- | ---------------- | ---------------------- | ----- |
| 1.   | Calvin Smith     | États-Unis             | 10.22 |
| 2.   | Allan Wells      | Royaume-Uni            | 10.35 |
| 3.   | Juan Núñez       | République dominicaine | 10.36 |
| 4.   | Emmit King       | États-Unis             | 10.36 |
| 5.   | Frank Emmelmann  | Allemagne de l'Est     | 10.40 |
| 6.   | Ben Johnson      | Canada                 | 10.44 |
| 7.   | Tony Sharpe      | Canada                 | 10.44 |
| 8.   | Leandro Peñalver | Cuba                   | 10.47 |

| Rang | Athlète         | Pays                 | Temps |
| ---- | --------------- | -------------------- | ----- |
| 1.   | Carl Lewis      | États-Unis           | 10.28 |
| 2.   | Paul Narracott  | Australie            | 10.38 |
| 3.   | Desai Williams  | Canada               | 10.39 |
| 4.   | Christian Haas  | Allemagne de l'Ouest | 10.39 |
| 5.   | Ray Stewart     | Jamaïque             | 10.40 |
| 6.   | Cameron Sharp   | Royaume-Uni          | 10.43 |
| 7.   | Osvaldo Lara    | Cuba                 | 10.46 |
| 8.   | Thomas Schröder | Allemagne de l'Est   | 10.52 |

### Finale
Le vent en finale est défavorable de 0,3 m/s.
| Rang               | Athlète        | Temps   |
| ------------------ | -------------- | ------- |
| Médaille d'or      | Carl Lewis     | 10 s 07 |
| Médaille d'argent  | Calvin Smith   | 10 s 21 |
| Médaille de bronze | Emmit King     | 10 s 24 |
| 4                  | Allan Wells    | 10 s 27 |
| 5                  | Juan Núñez     | 10 s 29 |
| 6                  | Christian Haas | 10 s 32 |
| 7                  | Paul Narracott | 10 s 33 |
| 8                  | Desai Williams | 10 s 36 |

## Légende
Records et Performances
- AR : Record continental (area record)
- CR : Record des championnats (championship record)
- MR : Record du meeting (meet record)
- NR : Record national (national record)
- OR : Record olympique (olympic record)
- PR : Record paralympique (paralympic record)
- PB : Record personnel (personal best)
- SB : Meilleure performance personnelle de la saison (season's best)
- WL : Meilleure performance mondiale de l'année (world leader)
- WJR : Record du monde junior (world junior record)
- WR : Record du monde (world record)

Circonstances et Conditions
- DNF : N'a pas terminé (did not finish)
- DNS : N'a pas pris le départ (did not start)
- DQ : Disqualification (disqualification)
- NM : Aucun essai valable enregistré (No Mark)
- Q : Qualifié « directement » au prochain tour (ou à la prochaine compétition), lors d'une compétition majeure, grâce au classement ou à la réalisation des minima (automatic qualifier)
- q : Qualifié au prochain tour (ou à la prochaine compétition), lors d'une compétition majeure, grâce au repêchage ou à la réalisation de l'une des meilleures performances parmi celles des « non qualifiés directement » (grâce au meilleur temps ou à la meilleure distance par exemple) (secondary qualifier)